# OpenACC
OpenACC (от англ. Open Accelerators) — программный стандарт для распараллеливания программ, разрабатываемый совместно компаниями Cray, CAPS, Nvidia и PGI. Стандарт описывает набор директив компилятора, предназначенных для упрощения создания гетерогенных параллельных программ, задействующих как центральный, так и графический  процессоры.
Как и более ранний стандарт OpenMP, OpenACC используется для аннотирования фрагментов программ на языках C, C++ и Fortran. С помощью набора директив компилятора программист отмечает участки кода, которые следует выполнять параллельно или на графическом процессоре, обозначает какие из переменных являются общими, а какие индивидуальными для потока и т. п. По синтаксису схож с OpenMP. Стандарт OpenACC позволяет программисту абстрагироваться от особенностей инициализации графического процессора, вопросов передачи данных на сопроцессор и обратно и т. д.

## История
Создатели OpenACC также участвуют в работе над стандартами OpenMP и планируют расширить будущие версии OpenMP для поддержки вычислительных ускорителей. В ноябре 2012 года был опубликован технический отчет для обсуждения и добавления поддержки акселераторов, произведенных не Nvidia. На конференции ISC’12 продемонстрирована работа OpenACC на ускорителях производства Nvidia, AMD и Intel без публикации данных о производительности.
Планируется объединить спецификации OpenACC и OpenMP, включив в последний поддержку работы с ускорителями, в том числе GPU.
Черновик второй версии стандарта, OpenACC 2.0 был представлен в ноябре 2012 года на конференции SC12. В стандарт были добавлены директивы управления пересылкой данных, поддержка явных вызовов функций и раздельная компиляция.

## Поддержка в компиляторах
Реализация OpenACC доступна в компиляторах от PGI (с версии 12.6), Cray и CAPS.
Группа HPCTools из Университета Хьюстона добавила поддержку OpenACC в открытый компилятор OpenUH, основанный на кодах Open64.
В национальной лаборатории ORNL был разработан компилятор с открытыми исходными текстами OpenARC для языка Си, поддерживающий OpenACC версии 1.0.
Свободный компилятор GNU GCC поддерживает OpenACC начиная с версии 5.  GCC 5 включена в Ubuntu 15.10, в ОС Fedora 22, в DragonFly BSD 4.2. В версии GCC 5.1 (22 апреля 2015 года) была добавлена библиотека поддержки openacc.h.

## Использование
Основным режимом использования OpenACC являются директивы, точно также как и в OpenMP 3.x или более раннем OpenHMPP (англ.),. Библиотека поддержки предоставляет несколько вспомогательных функций, описанных в заголовочных файлах "openacc.h" для C/C++ и "openacc_lib.h" для Fortran;.

### Директивы
В OpenACC описаны различные директивы компилятора (#pragma), в том числе:
```
 
#pragma acc parallel

 
#pragma acc kernels

```

Обе директивы используются для определения кода для параллельного исполнения
Основная директива для определения и копирования данных:
```
 
#pragma acc data

```

Директива, определяющая тип параллелизма в регионах parallel и kernels
```
 
#pragma acc loop

```

Дополнительные директивы
```
 
#pragma acc cache

 
#pragma acc update

 
#pragma acc declare

 
#pragma acc wait

```

### Функции библиотеки
Некоторые стандартные функции библиотек, реализующих OpenACC: acc_get_num_devices(), acc_set_device_type(), acc_get_device_type(), acc_set_device_num(), acc_get_device_num(),
acc_async_test(), acc_async_test_all(), acc_async_wait(), acc_async_wait_all(), acc_init(), acc_shutdown(), acc_on_device(), acc_malloc(), acc_free().